# دخيل إغريقي
الدخيل الإغريقي (هيلينزم أو غريسيزم) هو كل لفظ دخيل أخذته عن الإغريقية اللغات الأخرى.
كلمة هيلينسم دخيل يوناني بحد ذاتها، فهي منقولة من كلمة ελληνισμός اليونانية.
من الكلمات الإغريقية الدخيلة إلى العربية بعض المفاهيم المعرفية مثل باراسيكولوجيا وجغرافيا وفلسفة وتقنية، أو مفاهيم علمية أو تقنية أو اجتماعية حديثة مشتقة من جذور إغريقية، مثل إنتروبيا أو أسماء بعض المركبات الكيميائية مثل هرمون.